# Mirka (film)
Pour plus de détails, voir Fiche technique et Distribution.
Mirka est un film italien réalisé par Rachid Benhadj, sorti en 2000.

## Fiche technique
- Titre français : Mirka
- Réalisation : Rachid Benhadj
- Photographie : Vittorio Storaro
- Montage : Anna Rosa Napoli
- Musique : Safy Boutella
- Production : Piero Amati
- Pays d'origine : Italie
- Format : Couleurs
- Genre : drame
- Date de sortie : 2000

## Distribution
- Karim Benhadj : Mirka
- Barbora Bobulova : Elena
- Gérard Depardieu : Strix
- Vanessa Redgrave : Kalsan
- Sergio Rubini : Helmut
- Franco Nero